# ألبيمارل
ألبيمارل (بالإنجليزية: Albemarle)‏ هي مدينة أمريكية ومركز مقاطعة ستانلي في ولاية كارولاينا الشمالية في الولايات المتحدة الأمريكية.

## التركيبة السكانية
حدّد مكتب تعداد الولايات المتحدة بيانات التركيبة السكانية لألبيمارل في تعداد الولايات المتحدة. في ما يلي، التركيبة السكانية حسب تعدادي 2000 و2010.

### تعداد عام 2000
بلغ عدد سكان ألبيمارل 15,680 نسمة بحسب تعداد عام 2000، وبلغ عدد الأسر 6,291 أسرة وعدد العائلات 4,157 عائلة مقيمة في المدينة. في حين سجلت الكثافة السكانية 344.8 نسمة لكل كيلومتر مربع (893.0/ميل2). وبلغ عدد الوحدات السكنية 6,954 وحدة بمتوسط كثافة قدره 152.9 لكل كيلومتر مربع (396.0/ميل2).
وتوزع التركيب العرقي للمدينة بنسبة 72.85% من البيض و20.50% من الأمريكيين الأفارقة و0.24% من الأمريكيين الأصليين و4.16% من الأمريكيين ذوي الأصول الآسيوية و0.03% من سكان جزر المحيط الهادئ و1.07% من الأعراق الأخرى و1.14% من عرقين مختلطين أو أكثر و1.87% من الهسبانيون أو اللاتينيون من أي عرق.
بلغ عدد الأسر 6,291 أسرة كانت نسبة 33.9% منها لديها أطفال تحت سن الثامنة عشر تعيش معهم، وبلغت نسبة الأزواج القاطنين مع بعضهم البعض 47.8% من أصل المجموع الكلي للأسر، ونسبة 14.4% من الأسر كان لديها معيلات من الإناث دون وجود شريك،  بينما كانت نسبة 3.8% من الأسر لديها معيلون من الذكور دون وجود شريكة وكانت نسبة 33.9% من غير العائلات. تألفت نسبة 30.4% من أصل جميع الأسر من عدة أفراد يعيشون في نفس المنزل ونسبة 14.4% كانت تتألف من شخص يعيش بمفرده يبلغ من العمر 65 عاماً أو أكثر. وبلغ متوسط حجم الأسرة المعيشية 2.42، أما متوسط حجم العائلات فبلغ 3.02.
بلغ العمر الوسطي للسكان 36.9 عاماً. وكانت نسبة 25.9% من القاطنين تحت سن الثامنة عشر، وكانت نسبة 8.2% بين الثامنة عشر والرابعة والعشرين عاماً، ونسبة 26.2% كانت واقعةً في الفئة العمرية ما بين الخامسة والعشرين والرابعة والأربعين عاماً، ونسبة 21% كانت ما بين الخامسة والأربعين والرابعة والستين، ونسبة 16% كانت ضمن فئة الخامسة والستين عاماً فما فوق. يوجد لكل 100 أنثى 88.0 ذكر، ويوجد لكل 100 أنثى في الثامنة عشر من عمرها فما فوق 82.9 ذكر.
بلغ متوسط دخل الأسرة في المدينة 31,442 دولارًا، أما متوسط دخل العائلة فبلغ 41,729 دولارًا. وكان متوسط دخل الذكور 31,001 دولارًا مقابل 20,589 دولارًا للإناث. وسجل دخل الفرد الخاص بالمدينة 17,511 دولارًا. وكانت نسبة 11.8% من العائلات ونسبة 15.7% من السكان تحت خط الفقر، وكان من هؤلاء نسبة 22.2% تحت سن الثامنة عشر ونسبة 10.8% في الخامسة والستين من العمر وما فوق.

### تعداد عام 2010
بلغ عدد سكان ألبيمارل 15,903 نسمة بحسب تعداد عام 2010، وبلغ عدد الأسر 6,512 أسرة وعدد العائلات 4,070 عائلة مقيمة في المدينة. في حين سجلت الكثافة السكانية 349.7 نسمة لكل كيلومتر مربع (905.7/ميل2). وبلغ عدد الوحدات السكنية 7,499 وحدة بمتوسط كثافة قدره 164.9 لكل كيلومتر مربع (427.1/ميل2).
وتوزع التركيب العرقي للمدينة بنسبة 70.13% من البيض و22.40% من الأمريكيين الأفارقة و0.31% من الأمريكيين الأصليين و2.93% من الأمريكيين ذوي الأصول الآسيوية و0.01% من سكان جزر المحيط الهادئ و2.43% من الأعراق الأخرى و1.80% من عرقين مختلطين أو أكثر و4.52% من الهسبانيون أو اللاتينيون من أي عرق.
بلغ عدد الأسر 6,512 أسرة كانت نسبة 31% منها لديها أطفال تحت سن الثامنة عشر تعيش معهم، وبلغت نسبة الأزواج القاطنين مع بعضهم البعض 40.9% من أصل المجموع الكلي للأسر، ونسبة 17.3% من الأسر كان لديها معيلات من الإناث دون وجود شريك،  بينما كانت نسبة 4.3% من الأسر لديها معيلون من الذكور دون وجود شريكة وكانت نسبة 37.5% من غير العائلات. تألفت نسبة 33% من أصل جميع الأسر من عدة أفراد يعيشون في نفس المنزل ونسبة 14.9% كانت تتألف من شخص يعيش بمفرده يبلغ من العمر 65 عاماً أو أكثر. وبلغ متوسط حجم الأسرة المعيشية 2.34، أما متوسط حجم العائلات فبلغ 2.97.
بلغ العمر الوسطي للسكان 39.6 عاماً. وكانت نسبة 23.7% من القاطنين تحت سن الثامنة عشر، وكانت نسبة 9% بين الثامنة عشر والرابعة والعشرين عاماً، ونسبة 24.2% كانت واقعةً في الفئة العمرية ما بين الخامسة والعشرين والرابعة والأربعين عاماً، ونسبة 25.4% كانت ما بين الخامسة والأربعين والرابعة والستين، ونسبة 17.7% كانت ضمن فئة الخامسة والستين عاماً فما فوق. وتوزع التركيب الجنسي للسكان بنسبة 46.6% ذكور و53.4% إناث.

## أعلام
- جوني بالمر
- ماركوس مونتجومري
- كيلي بكلر
- جون تيسون
- تومي سميث